# ハッピーハウス
ハッピーハウス株式会社は、福岡県福岡市博多区に本社を置く不動産会社。

## 沿革
- 1983年3月 - 上村建設株式会社不動産管理課として発足
- 1984年11月 - 東店・早良店・南店開設
- 1987年10月 - 中央店開設
- 1989年6月 - 事務センター設置
- 1994年6月 - 那珂川店開設
- 1996年8月 - ハッピーハウス株式会社設立
- 1999年11月 - 業務管理課設置
- 2003年2月 - 城南店・久留米店開設
- 2005年11月 - システム課設置
- 2006年12月 - プライバシーマーク認定取得
- 2007年2月 - ハッピー住宅保証株式会社設立
- 2007年6月 - 新宮店開設
- 2007年9月 - 保険課設置
- 2008年6月 - 入居サポートセンター設置
- 2010年4月 - 賃貸営業課設置
- 2010年6月 - ハッピー住宅保証株式会社にて家賃債務保証事業開始
- 2011年3月 - 薬院店・売買営業課開設
- 2011年8月 - 中央店・東店・南店・那珂川店をそれぞれ大橋店・吉塚店・春日原店・博多南駅前店に名称変更
- 2011年8月 - 学研都市店開設
- 2013年2月 - コインパーキング事業開始
- 2013年10月 - 二日市店開設
- 2013年11月 - 早良店を姪浜に移転し、姪浜店に名称変更
- 2015年4月 - ソリューション営業部開設
- 2017年1月 - コンサルティング課開設
- 2018年7月 - 事業戦略部開設
- 2018年11月 - 本部機構再編
- 2019年1月 - ハッピーリースサービス株式会社設立
- 2020年11月 - BM本部開設
- 2020年11月 - 北九州店開設
- 2021年1月 - 博多サロン開設
- 2021年11月 - 香椎サロン・春日原サロン開設

## 店舗

### 管理店舗
- 薬院店 - 福岡市中央区薬院1丁目9-3 ベイシック薬院
- 大橋店 - 福岡市南区塩原3-26-18
- 吉塚店 - 福岡市博多区吉塚本町2-40 ルミノスコート1F
- 姪浜店 - 福岡市西区内浜1丁目8番1号
- 新宮店 - 福岡市東区和白丘1丁目23-5 オータムレーベンⅡ1F
- 学研都市店 - 福岡市西区北原1丁目5-21 コゥジィーコート駅前通り1F-B
- 春日原店 - 春日市春日原北町3丁目26-1 Precious春日原2F
- 二日市店 - 筑紫野市二日市中央6丁目2番6号 山下ビル1F
- 博多南駅前店 - 那珂川市中原3-115 ラルク アン シエル 1F
- 久留米店 - 久留米市東和町1-9 成冨ビル1F
- 北九州店 - 北九州市八幡西区竹末2丁目3番20号 B REGIS 1階

### 仲介店舗
- 博多サロン - 福岡市博多区住吉4丁目3番2号 博多エイトビル1F
- 春日原サロン - 春日市春日原北町3丁目26-1 Precious春日原1F
- 千早サロン - 福岡市東区千早5丁目14-30 みゆきビル2F

## 関連会社
- ハッピー住宅保証株式会社
- ハッピーリースサービス株式会社
- 上村建設株式会社
- 上村倉庫株式会社
- ユーライフホーム株式会社